# Louis Bourdaloue
Louis Bourdaloue (Bourges, 20 o 28 agosto 1632 – Parigi, 13 maggio 1704) è stato un gesuita e predicatore francese, noto per l'eloquenza profusa nei sermoni che recitava, si dice, tenendo gli occhi chiusi, con magistrale teatralità.
Le sue doti retoriche e la sua cultura gli valsero di predicare a corte cosicché era chiamato «re dei predicatori, predicatore dei re». Venne considerato come il più giansenista tra i membri seicenteschi della Compagnia di Gesù.

## Biografia
Bourdaloue è nato il 20 o 28 agosto 1632 in una famiglia di mercanti a Bourges. Suo padre, avvocato, era un apprezzato oratore. Entrato nell'ordine dei Gesuiti a sedici anni, diventa professore di teologia, retorica e filosofia.
Ordinato prete nel 1665, quattro anni più tardi è chiamato a Parigi dove le sue doti oratorie gli conquistano ben presto una fama crescente.
Le sue prediche ebbero un grande successo ed ebbe dieci volte l'incarico di predicare sia l'Avvento che la Quaresima alla presenza di Luigi XIV e tutta la sua corte, un'incombenza che non toccò a nessun altro predicatore del suo tempo. La marchesa de Sévigné che non manca a nessuna delle sue prediche ne parla in termini elogiativi nelle sue lettere.
Il successo a corte non impedì che Bourdaloue consacrasse in particolare i suoi ultimi anni all'assistenza dei poveri, dei malati e dei carcerati. La morte lo colse a Parigi il 13 maggio 1704.

## Opere
I suoi sermoni hanno avuto numerose edizioni:
- François de Paule Bretonneau (16 volumes, Paris, 1707-1734)
- 17 volumi, in-8, 1822-1826
- Senlis, (21 volumi, in-8, Paris 1824)
- 3 volumes grand in-8, 1834
- Lille (6 volumes, 1882)

Il suo sermone più celebre è forse quello dedicato alla Passione. Le sue brillanti doti retoriche gli permettevano di modulare il suo discorso a seconda dell'uditorio. Considerato come il fondatore dell'eloquenza cristiana in Francia, a contraddistinguerlo più che le infiorettature stilistiche sono le sue doti logiche e argomentative.
Che parli alla corte o al popolo Bourdaloue fa più appello alla ragione che non alle emozioni.

## BourdaloueoBourdalou
In francese designa ancor oggi sia un cappello con nastro, un dolce alla frutta, ma anche un arnese ora chiaramente in disuso, e tuttavia nel Seicento connesso con la 'lunga durata' dei sermoni del gesuita Louis Bourdaloue, ovvero un orinale di forma oblunga che le devote incontinenti sistemavano sotto le loro gonne per non dover perdere neppure qualche minuto delle sue prediche.
Si è congetturato che il nome di Bourdaloue sia all'origine anche del termine inglese loo.